# Pirou
Pirou is een gemeente in het Franse departement Manche (regio Normandië). De plaats maakt deel uit van het arrondissement Coutances. De gemeente ligt aan de westkust van Normandië. Pirou telde op 1 januari 2022 1.486 inwoners.
De gemeente Pirou bestaat uit drie woonkernen: Pirou-Bourg in het noorden, waar de parochiekerk gelegen is, Pirou-Pont in het midden en in het zuiden van de gemeente aan de zee Pirou-Plage, dat voornamelijk uit recente vakantiewoningen bestaat. Daarnaast zijn er nog kleinere gehuchten verspreid over het grondgebied van de gemeente, waaronder la Barberie, l'Eventard en Armanville.

## Economie

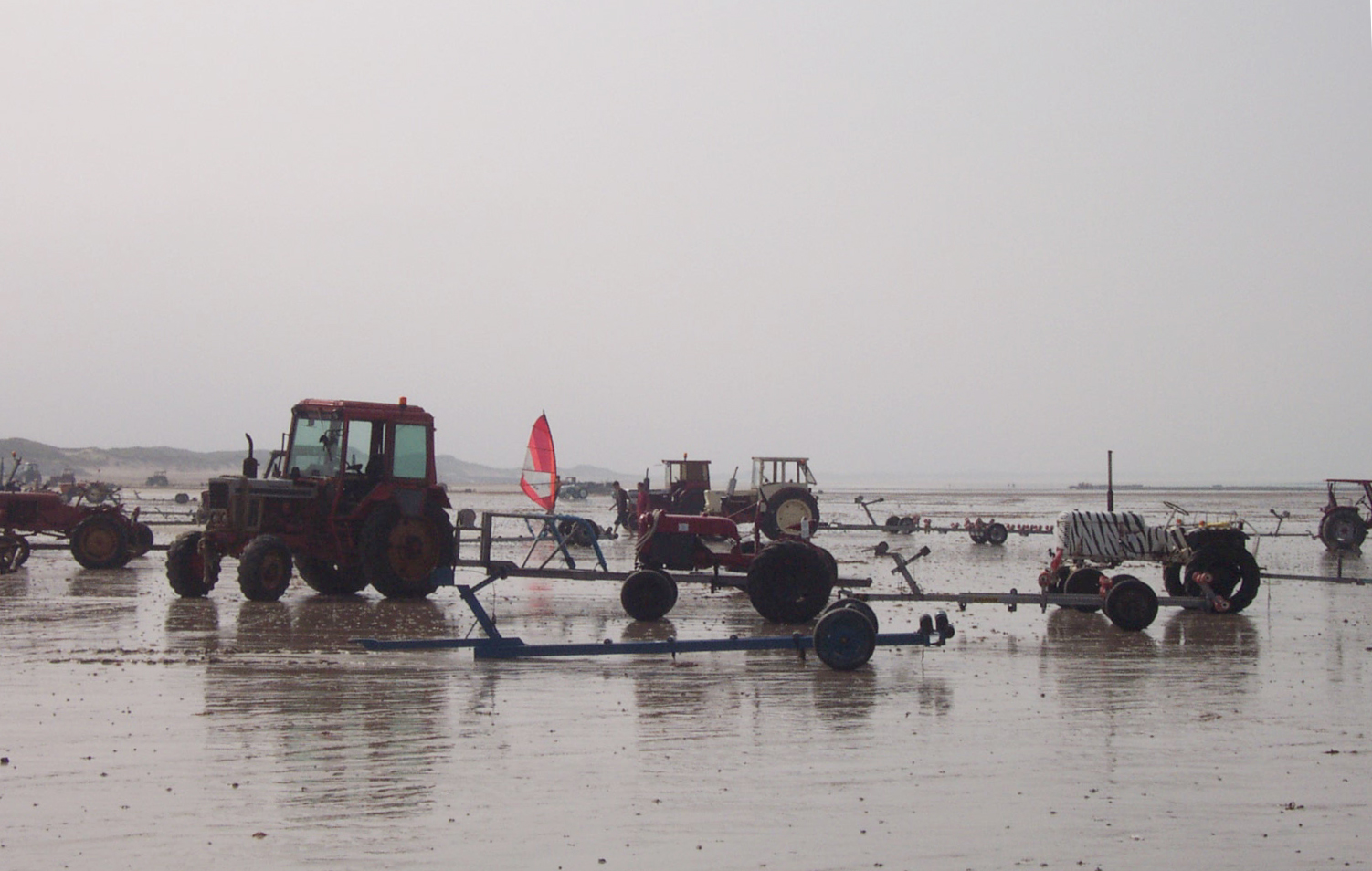
Strand van Pirou, te water laten van bootjes

Traditioneel was de belangrijkste bron van bestaan in Pirou de landbouw, maar veel landbouwers waren tegelijk ook strandvissers, afhankelijk van het seizoen, aangezien de kustwateren rijk zijn aan vis. Enkel de oudste generatie is nog actief in deze gemengde bedrijfjes.
Sinds de jaren 70 en 80 neemt kusttoerisme een steeds belangrijkere plaats in. Dat belang nam nog toe bij de aanleg van de kustweg D650 "la touristique" begin jaren 90. Deze weg doorsnijdt van noord naar zuid het oude wegenpatroon en ligt op de oostrand van de duinen-zandgordel. Ze verbindt in de streek alle kustplaatsen met elkaar en is vooral in de zomer druk bereden.

## Bezienswaardigheden
De oudste monumenten van Pirou zijn de Sint-Martinuskerk en het feodale kasteel.
Kasteel
Het kasteel van Pirou ligt niet in een van de woonkernen, maar in het zuiden van de gemeente. De oudste delen van het kasteel stammen uit de 12e eeuw en de centrale gebouwen liggen nog altijd op een motte (burchtheuvel omgeven door water). Oorspronkelijk waren er vijf toegangspoorten, waarvan er vier bewaard zijn. De muren zijn twee meter dik. Het kasteel vele malen veranderd en herbouwd.
Nadat het door verschillende adellijke families bewoond was, werd het kasteel vanaf eind 18e eeuw gebruikt als hofstede. De donjon is als steengroeve gebruikt en vrijwel volledig verdwenen. In de 20e eeuw was het kasteel volledig in verval geraakt. Onder impuls van priester Lelégard, afkomstig uit de streek, werd het geheel vanaf de jaren 60 gerestaureerd door vrijwilligers. In het kasteel bevinden zich een kapel en la Salle des plaids, waar een wandtapijt (gemaakt tussen 1976 en 1992) te zien is dat de geschiedenis van Normandië voorstelt.
Kerk
De oudste delen van de Sint-Martinuskerk stammen uit de 13e eeuw. Het gebouw heeft een houten gewelf uit de 15e eeuw.

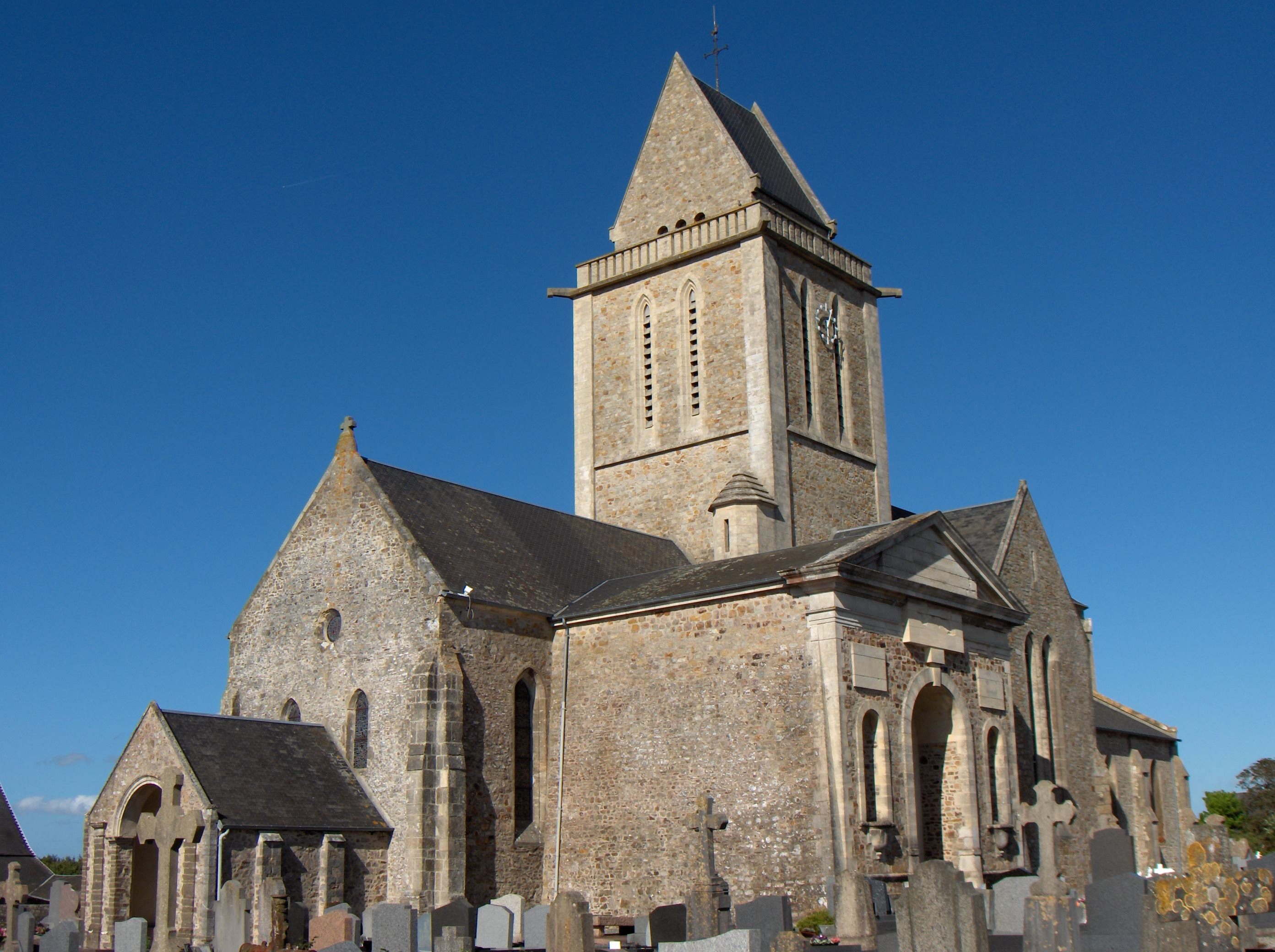
Sint-Martinuskerk in Pirou-Bourg
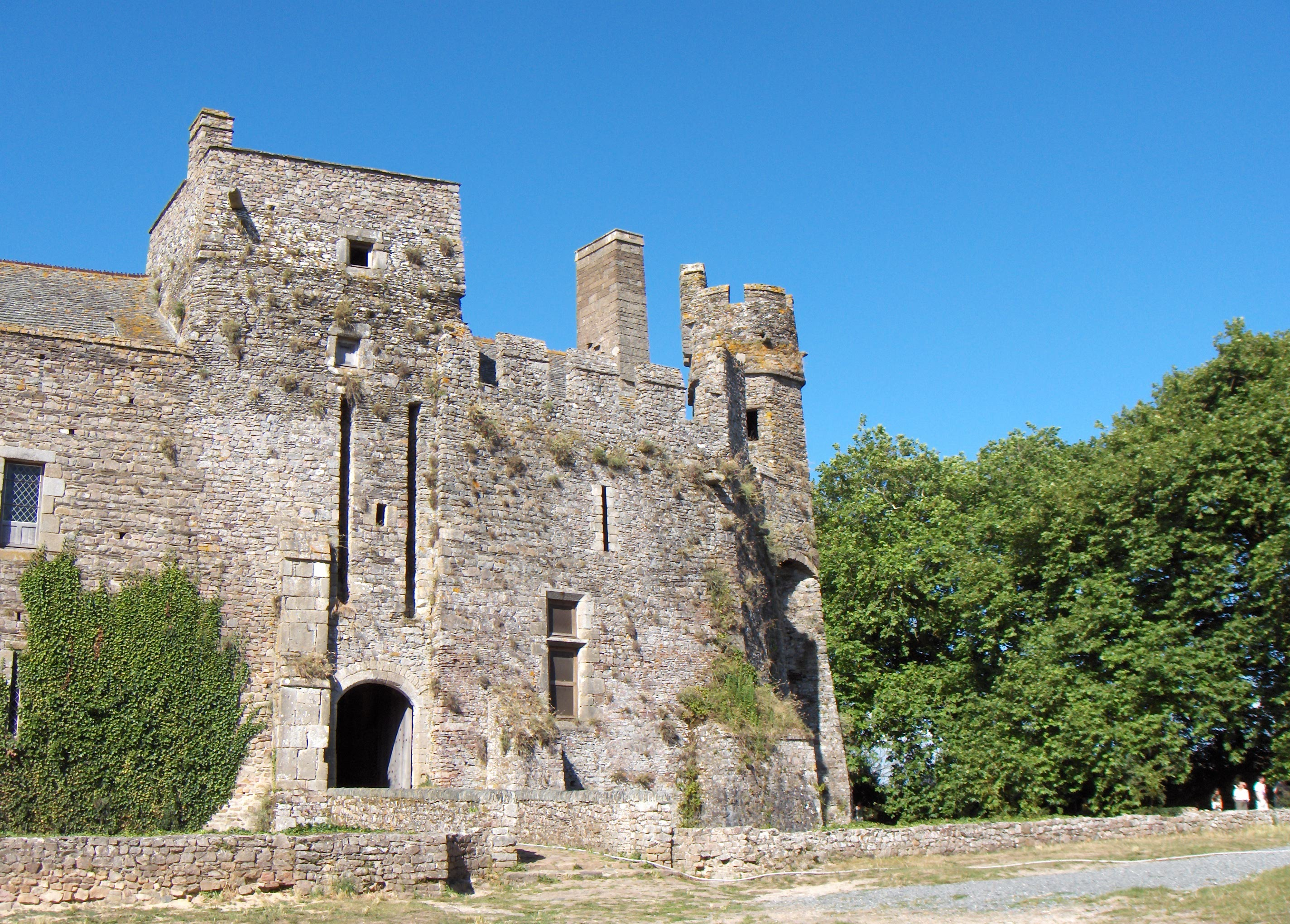
Kasteel van Pirou, toegangspoort en platanendreef
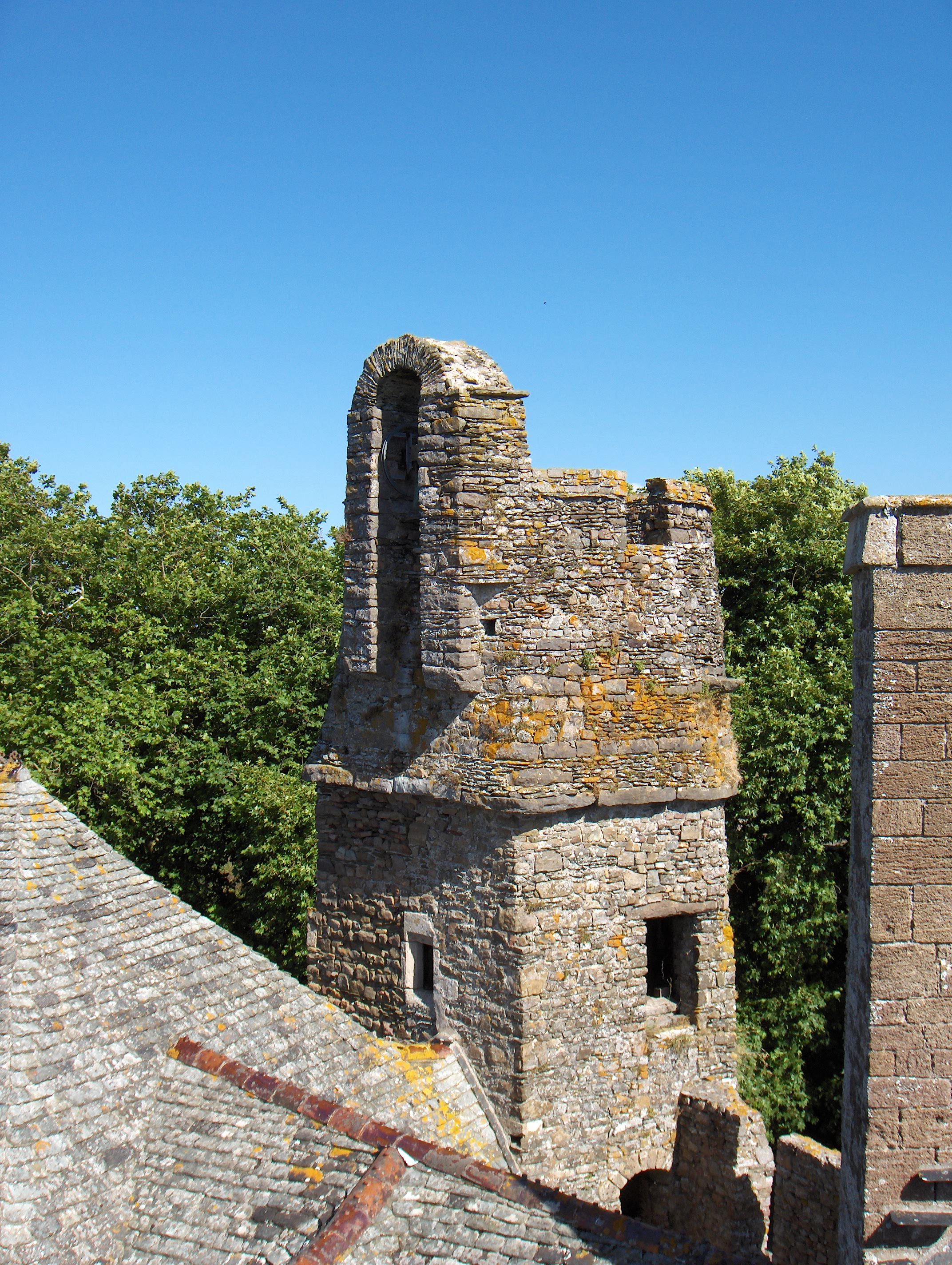
Kasteel van Pirou, bewakingstorentje vanop de toegangspoort

## Geografie
De oppervlakte van Pirou bedroeg op 1 januari 2022 29,11 vierkante kilometer; de bevolkingsdichtheid was toen 51 inwoners per km².
Pirou heeft verschillende bodemtypes en landschappen, in stroken van noord naar zuid georiënteerd. De oostkant sluit aan bij het binnenland van Normandië, met kleine omhaagde percelen en licht golvend. Hier ligt ook het Forêt de Pirou, een van de weinige aaneengesloten bosgebieden van de streek.
Pirou-Bourg en Pirou-Plage liggen op de hoger gelegen zoom van de oude kustlijn. In de middeleeuwen lag voor die landzoom een lagune achter een duinengordel, vergelijkbaar met de oorspronkelijke situatie aan de Vlaamse en Hollandse kust. Deze lagune, die ter plekke de naam Dy had, is langzaam verzand, maar de depressie tussen de hedendaagse duinen en de oorspronkelijk landzoom is nog goed herkenbaar. Tot in de 19e eeuw werd dit gebied gedraineerd met een windmolen en een schroef van Archimedes, waarvan de funderingen nog te zien zijn langs de departementale weg D434 die Pirou met Armanville verbindt. In de zuidelijke buurgemeente Geffosses treft men nog steeds een lagune aan.
De brede zandstrook langs de kust wordt "les mielles" genoemd. In Pirou-Plage wordt hij vandaag vooral door vakantiehuisjes ingenomen, en ook elders staan her en der chalets en caravans, maar oorspronkelijk werd, en wordt ten dele nog steeds, deze droge en arme grond voor landbouw gebruikt, in het bijzonder voor de teelt van wortels, die hier bijzonder goed gedijen omdat ze in het zand gaaf en recht groeien. Ze zijn een specialiteit van de streek.

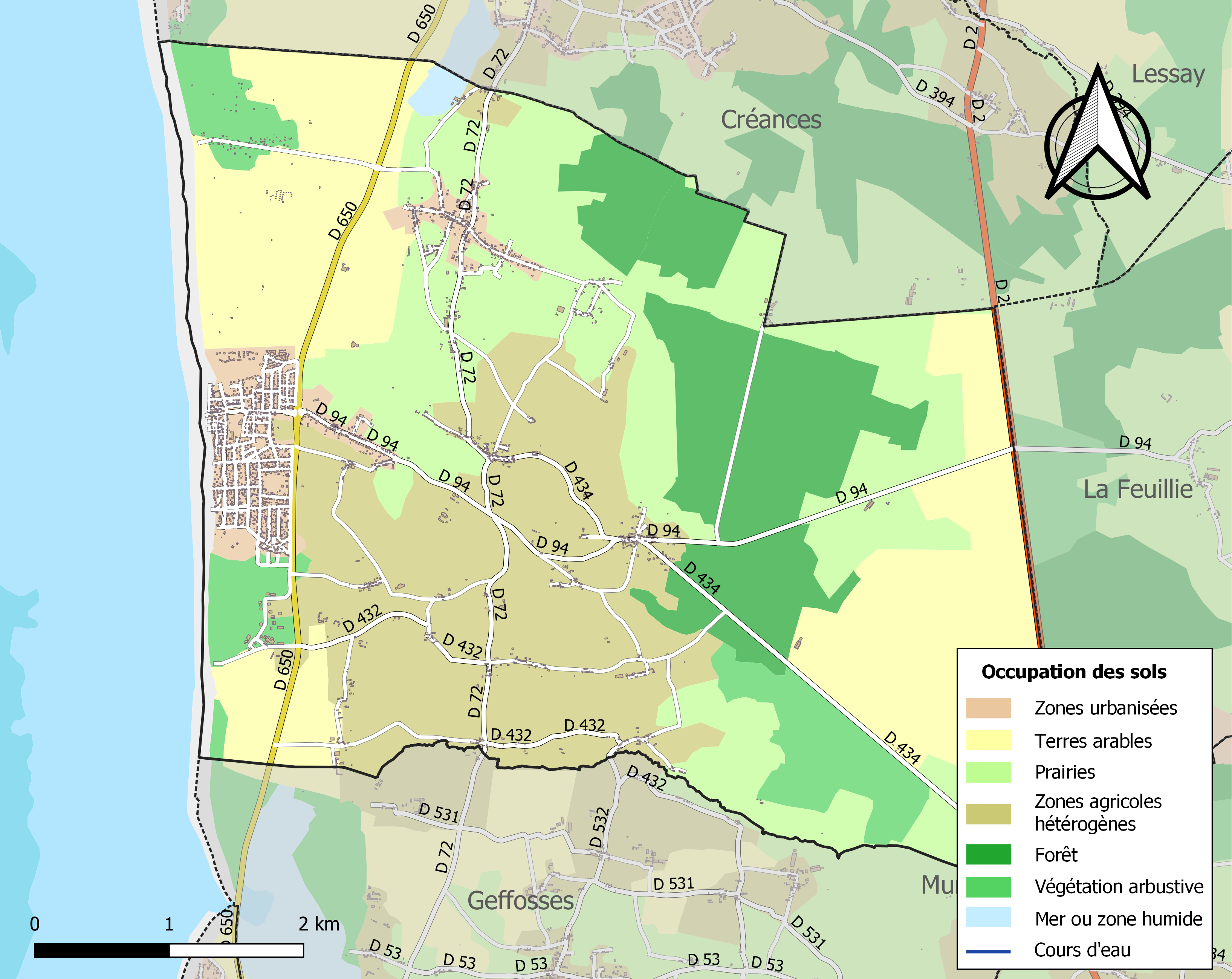
Kaart van de gemeente met de belangrijkste infrastructuur, bodemgebruik en omliggende gemeenten

## Demografie
Onderstaande figuur toont het verloop van het inwonertal (bron: INSEE-tellingen).